# Sorghum halepense
Il sorgo selvatico o sorgo d'Aleppo (Sorghum halepense (L.) Pers., 1805) è una pianta erbacea della famiglia delle Poacee (o Graminacee).

## Biologia
Si riproduce attraverso rizoma e seme.

## Distribuzione e habitat
L'areale di questa specie si estende dalla Macaronesia, attraverso il versante meridionale e orientale del bacino del Mediterraneo, sino all'Asia centrale, il subcontinente indiano e l'Indocina. È stata introdotta in tutti i continenti ad eccezione dell'Antartide. In Italia è segnalata in tutta la penisola e nelle isole maggiori.
Il nome americano Johnson grass è legato a quello del generale William Johnson, che la piantò in Alabama nel 1840. La pianta si era già affermata in molti degli Stati Uniti già il decennio successivo.
È stata a volte utilizzata come foraggio e per arrestare l'erosione del suolo, ma è considerata una specie infestante:
- Le foglie danneggiate da freddo o caldo intensi sono fonte di acido cianidrico dannoso per gli animali
- Le foglie possono causare accumulo di gas nell'apparato digerente degli erbivori a causa di un eccessivo accumulo di nitrato
- È una specie invasiva a rapida crescita che sottrae nutrienti e acqua alle colture

È comune in colture, pascoli e campi abbandonati, margini delle strade, argini fluviali e ai bordi di boschi e siepi. Ama suoli smossi, lavorati, fertili e profondi, comuni nelle culture erbacee.
È resistente a molti diserbanti comuni, e sono emerse varietà resistenti al glifosato in Argentina e Stati Uniti. È considerata una delle peggiori specie invasive al mondo.